# Taxiscoatitla
Taxiscoatitla är en ort i Mexiko.   Den ligger i kommunen San Felipe Orizatlán och delstaten Hidalgo, i den sydöstra delen av landet, 210 km norr om huvudstaden Mexico City. Taxiscoatitla ligger 147 meter över havet och antalet invånare är 257.
Terrängen runt Taxiscoatitla är platt åt sydost, men åt nordväst är den kuperad. Runt Taxiscoatitla är det ganska tätbefolkat, med 248 invånare per kvadratkilometer. Närmaste större samhälle är Huejutla de Reyes, 18,7 km sydost om Taxiscoatitla. Omgivningarna runt Taxiscoatitla är en mosaik av jordbruksmark och naturlig växtlighet.